# Lavernay
Lavernay est une commune française située dans le département du Doubs, la région culturelle et historique de Franche-Comté et la région administrative Bourgogne-Franche-Comté.

## Géographie

### Localisation
Lavernay se situe dans la vallée boisée du ruisseau du Breuil à une quinzaine de kilomètres à l'ouest de Besançon à vol d'oiseau et à une vingtaine de kilomètres par la route. Paris est à environ 400 km par la route et Lyon à environ 250 km.

### Communes limitrophes
Le territoire de la commune est limitrophe de ceux de neuf autres communes.
Les communes limitrophes sont Franey, Corcelles-Ferrières, Placey, Burgille, Lantenne-Vertière, Corcondray, Villers-Buzon et Mazerolles-le-Salin.

### Hydrographie
La commune est traversée par le Ruisseau du Breuil, un sous-affluent de l'Ognon par le Ruisseau de Recologne.

### Géologie et relief
La superficie de la commune est de 774 ha ; son altitude varie de 210  à   287 mètres.

### Voies de communication et transports

#### Voies de communication
L'accès le plus proche à l'autoroute A36 est à 8 km.
Lavernay est traversée par la D13 qui relie Quingey à Recologne et par la D415 qui relie Mercey-le-Grand à Placey.
Elle rejoint à cet endroit la D67 qui relie Besançon à Gray, Langres et Chaumont.

#### Transports
La Gare de Besançon Franche-Comté TGV est à une vingtaine de kilomètres.
Les aéroports les plus proches sont : l'Aéroport de Dole-Jura à 54 km (lignes intérieures et quelques lignes internationales), l'Aéroport international de Genève à 150 km, l'Aéroport international de Bâle-Mulhouse-Fribourg à 180 km et l'Aéroport de Lyon-Saint-Exupéry, à 235 km.

### Climat
Pour des articles plus généraux, voir Climat de la Bourgogne-Franche-Comté et Climat du Doubs.
En 2010, le climat de la commune est de type climat des marges montargnardes, selon une étude du Centre national de la recherche scientifique s'appuyant sur une série de données couvrant la période 1971-2000. En 2020, Météo-France publie une typologie des climats de la France métropolitaine dans laquelle la commune est exposée à un climat semi-continental et est dans la région climatique Jura, caractérisée par une forte pluviométrie en toutes saisons (1 000 à 1 500 mm/an), des hivers rigoureux et un ensoleillement médiocre.
Pour la période 1971-2000, la température annuelle moyenne est de 10,5 °C, avec une amplitude thermique annuelle de 17,4 °C. Le cumul annuel moyen de précipitations est de 1 039 mm, avec 12,7 jours de précipitations en janvier et 9,2 jours en juillet. Pour la période 1991-2020, la température moyenne annuelle observée sur la station météorologique de Météo-France la plus proche, « Dannemarie-sur-Crète », sur la commune de Dannemarie-sur-Crète à 6 km à vol d'oiseau, est de 11,3 °C et le cumul annuel moyen de précipitations est de 1 066,6 mm. 
La température maximale relevée sur cette station est de 39,9 °C, atteinte le 25 juillet 2019 ; la température minimale est de −22 °C, atteinte le 9 janvier 1985,,.
Les paramètres climatiques de la commune ont été estimés pour le milieu du siècle (2041-2070) selon différents scénarios d'émission de gaz à effet de serre à partir des nouvelles projections climatiques de référence DRIAS-2020. Ils sont consultables sur un site dédié publié par Météo-France en novembre 2022.

## Urbanisme

### Typologie
Au 1er janvier 2024, Lavernay est catégorisée bourg rural, selon la nouvelle grille communale de densité à 7 niveaux définie par l'Insee en 2022.
Elle est située hors unité urbaine. Par ailleurs la commune fait partie de l'aire d'attraction de Besançon, dont elle est une commune de la couronne,. Cette aire, qui regroupe 310 communes, est catégorisée dans les aires de 200 000 à moins de 700 000 habitants,.

### Occupation des sols
L'occupation des sols de la commune, telle qu'elle ressort de la base de données européenne d’occupation biophysique des sols Corine Land Cover (CLC), est marquée par l'importance des territoires agricoles (66,2 % en 2018), une proportion sensiblement équivalente à celle de 1990 (66,3 %). La répartition détaillée en 2018 est la suivante : 
forêts (29,4 %), zones agricoles hétérogènes (27,1 %), terres arables (22,8 %), prairies (16,3 %), zones urbanisées (4,4 %). L'évolution de l’occupation des sols de la commune et de ses infrastructures peut être observée sur les différentes représentations cartographiques du territoire : la carte de Cassini (XVIIIe siècle), la carte d'état-major (1820-1866) et les cartes ou photos aériennes de l'IGN pour la période actuelle (1950 à aujourd'hui).

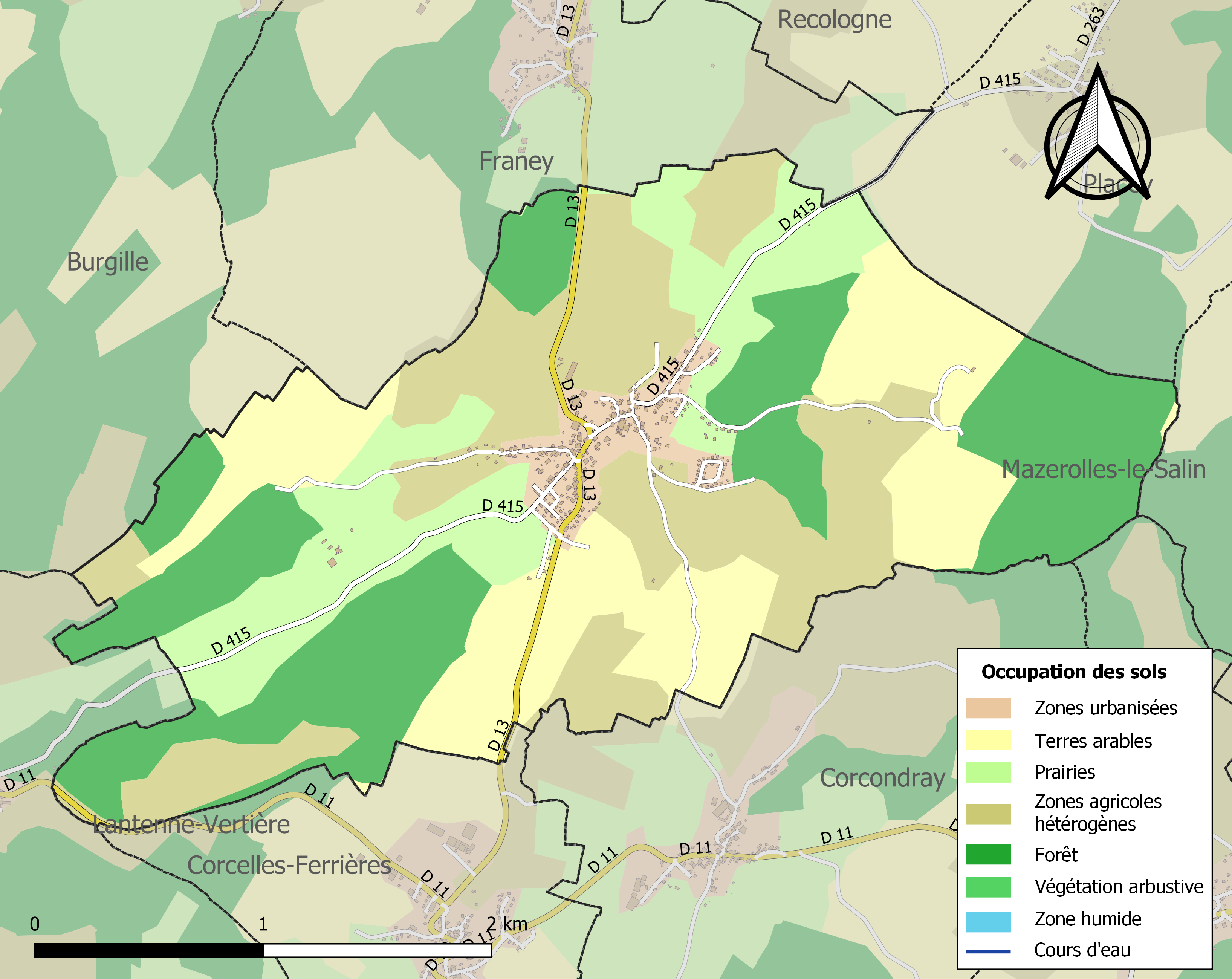
Carte des infrastructures et de l'occupation des sols de la commune en 2018 (CLC).

### Cadastre
Selon le cadastre, la commune de Lavernay est composée de 1 058 parcelles pour une superficie totale de 7 613 853 m2.
486 bâtiments sont répertoriés pour une surface totale de 53 862 m2.

### Bassin de vie
Lavernay appartient, avec 23 autres communes, au bassin de vie de Marnay. Lavernay est à 7,5 km de Marnay.
Selon la définition de l'Insee, le bassin de vie est le plus petit territoire sur lequel les habitants ont accès aux équipements et services les plus courants. Ces services et équipements sont classés en six domaines : services aux particuliers, commerce, enseignement, santé, sports-loisirs-culture, transports.

### Logement
Lavernay par comparaison au département du Doubs selon une étude de l'insee de 2016 :

- moins de logements vacants : 5.6% contre 8.5%

- plus de maisons : 78.5% contre 51.2% et moins d'appartements : 21.5% contre 48.1%

- plus de propriétés : 72.4% contre 59.3% et moins de locations : 25% contre 38.7%

## Toponymie
Toponymie successives : Lavernay en 1287 ; Lavarnay à la fin du XIVe siècle ; Lavernay depuis le XVe siècle.
La toponymie du bourg traduit la consonance gauloise de la forme simple Verno, signalant un arbre isolé, a abouti en ancien français à verne ou vergne, espèce la plus courante de « l'aulne », un arbre qui se plaît au bord des eaux. De l'oïl verney, vernoy, vernois, mots d'origine gauloise avec suffixe -etum et l’article agglutiné signifiant « aulnaie ».

## Politique et administration

### Rattachements administratifs et électoraux
La commune fait partie de l'arrondissement de Besançon du département du Doubs, en région Bourgogne-Franche-Comté. Pour l'élection des députés, elle dépend de la première circonscription du Doubs.
La commune faisait partie depuis 1801 du canton d'Audeux. Dans le cadre du redécoupage cantonal de 2014 en France, la commune fait désormais partie du canton de Saint-Vit.

### Intercommunalité
La commune faisait partie de la Communauté de communes des Rives de l'Ognon créée le 9 décembre 2002. Elle a fusionné avec une autre pour former, le 1er janvier 2014 la communauté de communes du Val marnaysien, répartie entre la Haute-Saône et le département du Doubs.

### Administration municipale
Le nombre d'habitants au recensement de 2011 étant compris entre 500 et 1 499 habitants, le nombre de membres du conseil municipal pour l'élection de 2014 est de quinze,.

Dans les communes dont la population est comprise entre 500 et 1499 habitants, le nombre d'adjoints au maire doit être compris entre un et quatre.
La population de Lavernay étant proche du bas de cette fourchette, le Conseil Municipal a opté pour l'élection de deux adjoints.

### Liste des maires
| Période                                  | Période                   | Identité                                   | Étiquette | Qualité                        |
| ---------------------------------------- | ------------------------- | ------------------------------------------ | --------- | ------------------------------ |
| Les données manquantes sont à compléter. |                           |                                            |           |                                |
| 1959                                     | 1977                      | Léonce Rougeot                             |           |                                |
| 1977                                     | 1978                      | Albert Coubat                              |           |                                |
| 1978                                     | 1983                      | Pierre Seguin                              |           |                                |
| 1983                                     | 1989                      | Aimé Holtzer                               |           |                                |
| 1989                                     | 1995                      | Claude Touyeras                            |           |                                |
| 1995                                     | 2008                      | Alain Vergniaud                            |           |                                |
| mars 2008                                | 2014                      | Pierre Seguin                              |           |                                |
| 2014                                     | En cours (au 31 mai 2020) | Alain Pelot Réélu pour le mandat 2020-2026 | SE        | Retraité, ex-chef d'entreprise |

## Population et société

### Démographie
Les habitants de la commune sont appelés les Lavernois.
L'évolution du nombre d'habitants est connue à travers les recensements de la population effectués dans la commune depuis 1793. Pour les communes de moins de 10 000 habitants, une enquête de recensement portant sur toute la population est réalisée tous les cinq ans, les populations de référence des années intermédiaires étant quant à elles estimées par interpolation ou extrapolation. Pour la commune, le premier recensement exhaustif entrant dans le cadre du nouveau dispositif a été réalisé en 2008.

En 2022, la commune comptait 577 habitants, en évolution de +0,35 % par rapport à 2016 (Doubs : +1,88 %, France hors Mayotte : +2,11 %).
| 1793 | 1800 | 1806 | 1821 | 1831 | 1836 | 1841 | 1846 | 1851 |
| ---- | ---- | ---- | ---- | ---- | ---- | ---- | ---- | ---- |
| 478  | 421  | 417  | 392  | 399  | 402  | 423  | 419  | 419  |

| 1856 | 1861 | 1866 | 1872 | 1876 | 1881 | 1886 | 1891 | 1896 |
| ---- | ---- | ---- | ---- | ---- | ---- | ---- | ---- | ---- |
| 408  | 373  | 380  | 364  | 341  | 331  | 296  | 302  | 296  |

| 1901 | 1906 | 1911 | 1921 | 1926 | 1931 | 1936 | 1946 | 1954 |
| ---- | ---- | ---- | ---- | ---- | ---- | ---- | ---- | ---- |
| 297  | 302  | 278  | 222  | 220  | 197  | 195  | 174  | 169  |

| 1962 | 1968 | 1975 | 1982 | 1990 | 1999 | 2006 | 2008 | 2013 |
| ---- | ---- | ---- | ---- | ---- | ---- | ---- | ---- | ---- |
| 163  | 240  | 227  | 264  | 401  | 431  | 547  | 580  | 573  |

| 2018 | 2022 | - | - | - | - | - | - | - |
| ---- | ---- | - | - | - | - | - | - | - |
| 578  | 577  | - | - | - | - | - | - | - |

### Médias et numérique
Le quotidien régional L'Est républicain relate les actualités de la commune dans son édition locale de Besançon. La chaîne de télévision France 3 Franche-Comté et la station de radio France Bleu Besançon relaient les informations locales.

### Cultes
Lavernay dispose d'un seul lieu de culte de confession catholique, l'église Saint-Ferréol-et-Saint-Ferjeux. Au sein du diocèse de Besançon, le doyenné de Banlieue - Val de l'Ognon regroupe six paroisses dont celle de Marnay-Recologne à laquelle appartient la commune. Pour les autres confessions, les lieux de cultes les plus proches (mosquées, synagogue, temple) sont tous situés à Besançon.

## Équipement et services publics

### Enseignement
L'école de Lavernay est une école primaire qui accueille dans 4 classes de double niveau (CP-CE1, CE1-CE2, CE2-CM1, CM1-CM2) les élèves des communes de Lavernay, Lantenne-Vertière, Courchapon, Jallerange et le Moutherot. L'enseignement local est du ressort de la Communauté de communes du Val marnaysien.

### Santé
Les professionnels de santé les plus proches sont à Recologne, à 3,5 km, à Marnay, à 7,5 km, et à Saint-Vit, à 8 km.

### Sports
L'ASC Lavernay est un club de tennis de table affilié à la Fédération française de tennis de table et rattaché au Comité du Doubs de tennis de table.

### Environnement
Afin de pouvoir s'auto-alimenter en énergie, la commune a fait installer en 2010 par une entreprise spécialisée 63 modules photovoltaïques monocristallins sur le toit du préau de son école.
À compter de juillet 2020, sa lettre mensuelle d'information à la population (Lavern'infos) est éditée sur du papier 100% recyclé bénéficiant du label européen écolabel.

## Économie
Le tissu économique est constitué de trois exploitations agricoles, d'une fromagerie, d'une laiterie-fromagerie (la dernière à fabriquer du comté en plaine) et d'une douzaine d'artisans.

## Culture locale et patrimoine

### Lieux et monuments

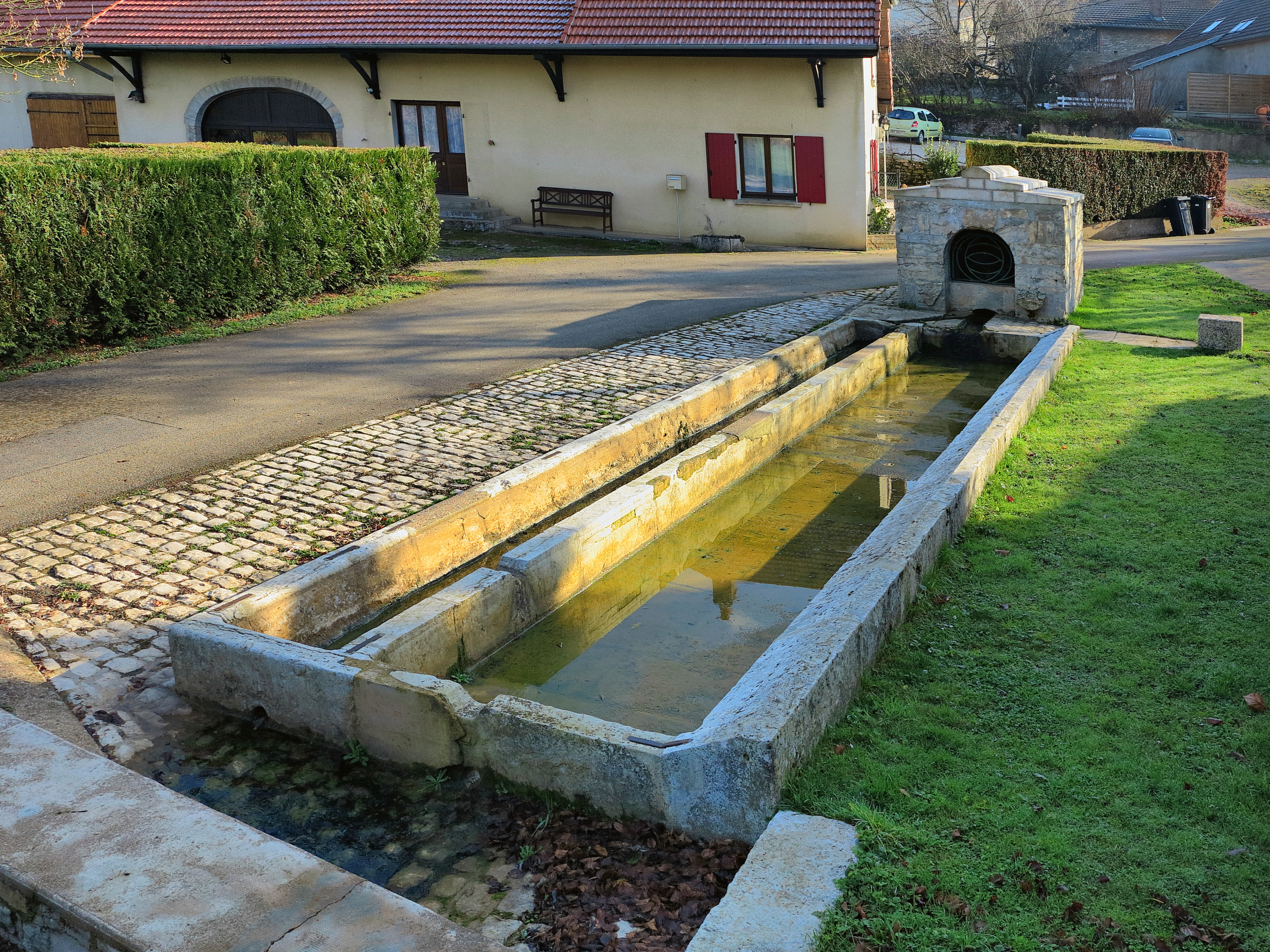
La fontaine-lavoir-abreuvoir.

- L'église Saint-Ferréol-et-Saint-Ferjeux construite de 1776 à 1786 possède un clocher récemment rénové ; il n'existait à la base qu'une chapelle construite au XIVe siècle. L'église a été reconstruite en 1865, sauf le clocher du XVIIIe siècle qui est conservé. La fin des travaux date de 1875.
- La fontaine-lavoir-abreuvoir en pierre qui date de 1823.

### Bibliothèque municipale
Lavernay dispose d'une bibliothèque équipée d'un stock permanent de plus de 2 500 ouvrages en tout genre.
Outre les habitants de la commune, l'équipe de bénévoles y accueille les enfants des quatre classes de l'école primaire locale.

### Festivités
Festi'lav, festival de musique organisé depuis 2017

### Personnalités liées à la commune
- Jean Garneret, dessinateur, écrivain, fondateur du musée des maisons comtoises de Nancray, curé de Lantenne Vertière et Lavernay de 1936 à 1982.[réf. nécessaire]
- Lionel Estavoyer, écrivain du patrimoine historique franc-comtois, conférencier des monuments historiques, conservateur du patrimoine de la ville de Besançon. Lionel Estavoyer a habité à Lavernay avec sa famille de 1951 à 1974.

### Héraldique
| Blason de Lavernay | Blason  | Tranché au 1er d'argent à un verne (aulne) arraché au naturel, au 2d de gueules à un puits d'or maçonné de sable, et brochant sur le tranché au franc-canton d'azur semé de billettes d'or, au lion couronné du même armé et lampassé de gueules brochant sur le semé. Armes parlantes (Verne/Lavernay). |
| Blason de Lavernay | Détails | Lavernay est un village français ➔ trois couleurs du drapeau national en fond d'image ; Lavernay est située en Franche-Comté ➔ en « canton dextre du chef » = en haut à gauche, extrait du blason de la Franche-Comté ; Son nom se rattache à l'aulne (verne synonyme d'aulne) ➔ dessin de l'aulne en premier « meuble » du blason ; Lavernay est traversée d'eaux souterraines et comporte de nombreux puits ➔ dessin d'un puits en second « meuble » du blason. Création de Patrick Dambre adoptée le 26 juin 2020. |